# Стелла (Міссурі)
Стелла (англ. Stella) — селище (англ. village) в США, в окрузі Ньютон штату Міссурі. Населення — 166 осіб (2020).

## Географія
Стелла розташована за координатами 36°45′46″ пн. ш. 94°11′25″ зх. д. / 36.76278° пн. ш. 94.19028° зх. д. (36.762666, -94.190365).  За даними Бюро перепису населення США в 2010 році селище мало площу 0,41 км², з яких 0,41 км² — суходіл та 0,00 км² — водойми.

## Демографія
Згідно з переписом 2010 року, у місті мешкало 158 осіб у 65 домогосподарствах у складі 40 родин. Густота населення становила 388 осіб/км².  Було 83 помешкання (204/км²).
Расовий склад населення:
| - 89,9 % — білих - 5,1 % — корінних американців - 5,1 % — азіатів |

До двох чи більше рас належало 0,0 %. Частка іспаномовних становила 0,6 % від усіх жителів.
За віковим діапазоном населення розподілялося таким чином: 27,8 % — особи молодші 18 років, 57,6 % — особи у віці 18—64 років, 14,6 % — особи у віці 65 років та старші. Медіана віку мешканця становила 37,5 року. На 100 осіб жіночої статі у місті припадало 95,1 чоловіків;  на 100 жінок у віці від 18 років та старших — 90,0 чоловіків також старших 18 років.
Середній дохід на одне домашнє господарство  становив 30 272 долари США (медіана — 29 583), а середній дохід на одну сім'ю — 31 526 доларів (медіана — 26 458). За межею бідності перебувало 31,5 % осіб, у тому числі 36,0 % дітей у віці до 18 років та 14,3 % осіб у віці 65 років та старших.
Цивільне працевлаштоване населення становило 55 осіб. Основні галузі зайнятості: роздрібна торгівля — 20,0 %, виробництво — 18,2 %, освіта, охорона здоров'я та соціальна допомога — 18,2 %.